# Искусственный интеллект (телесериал)
«Иску́сственный интелле́кт», также известен как «Интеллект» (англ. Intelligence) — американский телесериал, созданный по мотивам романа Джона Диксона «Остров Феникса». В сериале снялись Джош Холлоуэй в роли агента Гэбриела Вона, у которого в голове установлен микрочип, и Марг Хелгенбергер, в роли его начальника и главы секретной службы.
Премьера сериала состоялась 7 января 2014 года на канале CBS. Изначально премьера была запланирована на 24 февраля 2014 года, но после была перенесена на 7 января.
Пилотный эпизод привлёк более 16 млн зрителей, однако на второй неделе сериал потерял большую часть аудитории, сбросив более десяти миллионов, падая до крайне низких рейтингов для канала. 10 мая 2014 года канал закрыл сериал из-за низких рейтингов.

## Сюжет
Гэбриел Вон — сотрудник Кибернетического командования США с уникальными возможностями. Редкая мутация позволила имплантировать в его мозг чип, дающий возможность соединиться с множеством баз данных и дата-центров по спутниковой связи, обработать и визуально воспроизвести информацию в своём сознании. Эти способности успешно используются командованием в борьбе с преступниками. Директор Кибернетического командования Лилиан Стренд делает все зависящее для того, чтобы технология будущего служила только во благо, но Гэбриел становится порой не совсем управляемым. Ему не даёт покоя история с его женой, пропавшей без вести несколько лет назад и он подвергает себя чрезмерному риску. В напарники Гэбриелу назначают специального агента Райли Нил. Она должна помогать и защищать Гэбриела в случае опасности, но также обязана в любой ситуации не допустить того, чтобы технология попала в руки врагов. Гэбриел вместе с напарницей участвует в серии миссий, связанных с различными киберпреступлениями и борьбой с террористами.

## В ролях

### Основной состав
- Джош Холлоуэй — Гэбриел Вон
- Марг Хелгенбергер — Лилиан Стрэнд
- Меган Ори — Райли Нил
- Майкл Рэйди — Крис Джеймисон
- Джон Биллингсли — Шенендоа Кэссиди
- Пи Джей Бирн — Нельсон Кэссиди

### Второстепенный состав
- Томас Арана — Адам Уэтерли
- Лэнс Реддик — Джеффри Тетазу
- Питер Койоти — Лиланд Стрэнд
- Зулейка Робинсон — Амелия Хейс
- Фэй Кингсли — Мей Чен

## Эпизоды
| Сезон | Сезон | Эпизоды | Оригинальная дата показа | Оригинальная дата показа |
| Сезон | Сезон | Эпизоды | Премьера сезона          | Финал сезона             |
| ----- | ----- | ------- | ------------------------ | ------------------------ |
|       | 1     | 13      | 7 января 2014            | 31 марта 2014            |

| № | Название                                                   | Режиссёр        | Автор сценария                  | Дата премьеры   | Зрители в США (млн) |
| --- | ---------------------------------------------------------- | --------------- | ------------------------------- | --------------- | ------------------- |
| 1 | «Pilot» «Пилот»                                            | Дэвид Семел     | Майкл Ситцман                   | 7 января 2014   | 16,49               |
| Агента Секретной Службы Райли Нил (Меган Ори) переводят в Кибернетическое командование США под начало Лилиан Стрэнд (Марг Хелгенбергер) с заданием защищать Гэбриел Вона (Джош Холлоуэй), бывшего оперативника спецподразделения Дельта с чипом, имплантированным в мозг. Между тем Киберкоммандование США расследует похищение одного из своих лучших ученых Шенендоа Кэссиди (Джон Биллингсли), и Гэбриел ищет свою пропавшую жену. |                                                            |                 |                                 |                 |                     |
| 2 | «Red X» «Рэд Экс»                                          | Аарон Гинзберг  | Аарон Гинзберг и Уэйд МакИнтайр | 13 января 2014  | 6,20                |
| После того, как террорист-смертник взрывает форпост морской пехоты США в провинции Хост в Афганистане необнаруживаемой бомбой, Киберкоммандованию США поручено расследование этой угрозы. Между тем, в процессе расследования Гэбриел встречается лицом к лицу со своей женой, пропавшей во время операции под прикрытием... |                                                            |                 |                                 |                 |                     |
| 3 | «Mei Chen Returns» «Мей Чен возвращается»                  | Роб Бейли       | Шинтаро Шимосаро                | 20 января 2014  | 5,77                |
| Гэбриелу и Райли поручено найти Кейт Андерсон (Энни Вершинг), аналитика ЦРУ высокого уровня, которая сбежала из страны с секретными сведениями, прежде чем она попадет в чужие руки. Между тем, Гэбриел узнает, что Мэй Чен жива и обладает способностью проникать в его «визуализации». |                                                            |                 |                                 |                 |                     |
| 4 | «Secrets of the Secret Service» «Секреты секретной службы» | Роб Бейли       | Мэттью Лау                      | 27 января 2014  | 6,84                |
| 5 | «The Rescue» «Спасение»                                    | Алрик Райли     | Барри О'Бриен                   | 3 февраля 2014  | 7,55                |
| 6 | «Patient Zero» «Пациент номер ноль»                        | Адам Дэвидсон   | Майкл Ситцман                   | 10 февраля 2014 | 7,12                |
| 7 | «Size Matters» «Размер имеет значение»                     | Аларик Райли    | Шинтаро Шимосаро                | 17 февраля 2014 | 5,85                |
| Гэбриел и Киберком расследуют убийства известных учёных, погибших из-за заражения нанитами. |                                                            |                 |                                 |                 |                     |
| 8 | «Delta Force» «Отряд «Дельта»»                             | Дэвид Фон Анкен | Аарон Гинзберг и Уэйд МакИнтайр | 24 февраля 2014 | 5,41                |
| Гэбриел и Райли отправляются в Боливию, чтобы защитить Хавьер Леон, кандидата в президенты, которого, по их мнению является следующей целью в цепочке политических убийств в стране. |                                                            |                 |                                 |                 |                     |
| 9 | «Athens» «Афины»                                           | Билл Иглз       | Мэттью Лау                      | 3 марта 2014    | 5,35                |
| 10 | «Cain and Gabriel» «Каин и Гэбриел (Гавриил)»              | Кен Биллер      | Памела Дэвис                    | 10 марта 2014   | 6,62                |
| 11 | «The Grey Hat» «Серая шляпа»                               | Тим Хантер      | Хейди Коул МакАдамс             | 17 марта 2014   | 5,30                |
| 12 | «The Event Horizon» «Горизонт событий»                     | Рассел Ли Файн  | Барри Шиндел и Майкл Ситцман    | 24 марта 2014   | 4,99                |
| 13 | «Being Human» «Быть человеком»                             | Стивен Уильямс  | Майкл Ситцман и Барри Шиндел    | 31 марта 2014   | 5,55                |